# Lelek malgaski
Lelek malgaski (Caprimulgus madagascariensis) – gatunek średniej wielkości ptaka z rodziny lelkowatych (Caprimulgidae). W dwóch podgatunkach zasiedla Madagaskar i archipelag Aldabra. Niezagrożony wyginięciem.

## Morfologia
Długość ciała wynosi 21–23 cm, masa ciała 37–51 g. Samice cięższe od samców. Dorosły samiec posiada szarobrązowy wierzch ciała pokryty czarnobrązowymi pasami. Pióra w zgięciu skrzydła brązowoczarne z płowymi obrzeżeniami. Pokrywy małe i średnie II rzędu szarobrązowe w żółtobrązowe plamki. Pozostała część pokryw skrzydłowych szarobrązowa, nakrapiana płowo z brązowymi środkami. Spód ciała szarobrązowy w wąskie białawe pasy. Brzuch i boki pokrywają głównie brązowe pasy. Występuje białawy pasek przyżuchwowy. Dziób czarny, cienki, widoczne brązowawe pióra szczeciniaste. Nogi i tęczówki brązowe. Na czterech zewnętrznych lotkach I rzędu biała plama.

## Zasięg występowania
Spotykany na całym obszarze Madagaskaru. Zasiedla wszystkie typy środowisk z wyjątkiem wilgotnych lasów. Najczęściej spotykany w świetlistych lasach, plantacjach, terenach rolniczych, na wysokości do 1800 m n.p.m. Podgatunek aldabrensis zasiedla archipelag Aldabra (Seszele). Często przebywa w miejscach rośnięcia drzew z rodzajów Baobab i Didiera.

## Lęgi
Zależnie od miejsca występowania okres lęgowy trwa w różnym czasie, jednakże zazwyczaj ma miejsce w październiku i listopadzie oraz kwietniu. Lelek malgaski jaja składa bezpośrednio na podłożu, często na liściach. W lęgu 2 białe jaja pokryte plamkami. Samica wysiaduje za dnia, zmienia się z samcem o zmierzchu i świcie. Okres inkubacji nieznany. Młode pokrywa brązowo-płowy puch. Nie jest wiadome, po jakim czasie usamodzielniają się.

## Status
Międzynarodowa Unia Ochrony Przyrody (IUCN) uznaje lelka malgaskiego za gatunek najmniejszej troski (LC – Least Concern) nieprzerwanie od 1988 roku. Liczebność populacji nie została oszacowana; na Madagaskarze ptak ten jest pospolity, a lokalnie bardzo liczny. Ze względu na brak dowodów na spadki liczebności bądź istotne zagrożenia dla gatunku BirdLife International ocenia trend liczebności populacji jako prawdopodobnie stabilny.